# Comuna Bohdanivka, Zboriv
Bohdanivka (în ucraineană Богданівка) este o comună în raionul Zboriv, regiunea Ternopil, Ucraina, formată din satele Bilkivți, Bohdanivka (reședința), Iațkivți și Sîrovarî.

## Demografie
Componența lingvistică a comunei Bohdanivka
     Ucraineană (99,68%)
     Alte limbi (0,21%)
Conform recensământului din 2001, majoritatea populației comunei Bohdanivka era vorbitoare de ucraineană (99,68%), existând în minoritate și vorbitori de alte limbi.